# تاماراك
تاماراك (بالإنجليزية: Tamarac, Florida)‏ هي مدينة تقع في  مقاطعة بروارد (فلوريدا) بولاية فلوريدا في الولايات المتحدة. تبلغ مساحتها 31.3 (كم²)، وترتفع عن سطح البحر 3 م، بلغ عدد سكانها 60427 نسمة في عام 2010 حسب إحصاء مكتب تعداد الولايات المتحدة وتصل الكثافة السكانية فيها 2008.3 نسمة/كم2.

## وصلات خارجية
- www.tamarac.org